# 李宇濟
李宇濟（韓語：이우제，1994年10月8日—），曾用藝名李昌植，是一名韓國男演員。

## 演出作品

### 電視劇
- 2016年：MBC《家和萬事成》飾演 李康民(童年)
- 2016年：OCN《吸血鬼偵探》飾演 金旭
- 2017年：網劇《THURSDAY 2(썰스데이 2)》飾演 昌植
- 2017年：網劇《女神締造者（英语：Secret Queen Makers）》飾演 不良少年
- 2017年：SBS《奇怪的搭檔》飾演 不良少年
- 2017年：KBS2《Go Back夫婦》飾演 尹寶蘭的哥哥
- 2018年：Netflix《心靈的聲音：Reboot》飾演 不良高中生
- 2019年：MBC《偶然發現的一天》飾演 朴陽二[2]
- 2020年：tvN《女神降臨》飾演 金礎龍[3]
- 2021年：KBS2《遠看是蔚藍的春天》飾演 韓正浩
- 2022年：Disney+《警校菜鳥》飾演 出現在撞球館的不良少年(EP5.6)
- 2022年：SBS《災後調查日誌》飾演 河東禹[4]
- 2023年：SBS《災後調查日誌2》飾演 河東禹
- 2023年：網劇《只要動動手指》飾演 東奎
- 2023年：ENA《沙之花也有春天》飾演 敏宰
- 2024年：MBC《夜晚開的花》飾演 越流[5]
- 2024年：tvN《背著善宰跑》飾演 金初瓏
- 2024年：MBC《白雪公主必須死》飾演 申民秀

### 電影
- 2015年：《題材的高手(장르의 고수)》短片 飾演 穿黑西裝男
- 2016年：《視線(시선)》短片 飾演 張仁浩
- 2016年：《EXIT》短片 飾演 善皓
- 2016年：《廢鐵中心(고철들의 중심)》短片 飾演 石燮
- 2017年：《告白(고백)》短片 飾演 馬鈴薯
- 2018年：《念力》飾演 抽菸的勞務人員
- 2019年：《我身體裡的那個傢伙》飾演 胖男
- 2021年：《酸酸甜甜愛上你》飾演 李章赫[6][7]

## 外部連結
- 李宇濟的Instagram帳戶
- 李宇濟在NAVER上的资料
- 李宇濟在Daum上的资料